# Sjukhem
Sjukhem är en inrättning inom äldreomsorgen och avser ett hem för äldre som är i behov av medicinsk vård och omsorg dygnet runt. Sjukhemmen är ofta utformade som en liten lägenhet för permanent boende med egen wc, dusch, tvättmaskin och kokvrå, där den boende fortfarande kan utföra vissa enkla sysslor själv men kan få hjälp med tillsyn och vård. Ett sjukhem är ofta fristående från sjukhus.